# Mathias Brugger
Mathias Brugger (* 6. August 1992 in Illertissen, Landkreis Neu-Ulm, Bayern) ist ein deutscher Leichtathlet. Er tritt im Zehnkampf, Hallen-Siebenkampf und in Einzeldisziplinen an.

## Berufsweg
Im Juni 2014 beendete Brugger seine Ausbildung zum Finanzassistenten, doch da die Kombination von Beruf und Leistungssport ihn sehr belastete, verzichtete er auf das Angebot eines anschließenden Studiums und einigte sich mit seinem Arbeitgeber auf eine Freistellung.

## Sportliche Karriere
Anfangs spielte Brugger Handball und Fußball, weil seine Mutter aber Mannschaftssportarten nicht befürwortete, empfahl sie ihm die Leichtathletik.
2011 war Brugger Deutschlands bester U20-Athlet und wurde Vizemeister bei den Junioreneuropameisterschaften in Tallinn. Mit der Teilnahme an den Europameisterschaften 2012 in Helsinki der Aktiven, setzte er seinen Erfolgsweg fort, musste dort aber den Wettkampf nach der siebten Disziplin abbrechen, und es folgte eine gesundheitliche Pechsträhne. Brugger fand aber zu seiner Form zurück.
2014 erzielte Brugger beim Thorpe Cup Ende Juli in Marburg mit 7829 Punkten sein bis dato zweitbestes Zehnkampf-Ergebnis.
2015 belegte er den 2. Platz beim internationalen Hallen-Mehrkampf-Meeting in Tallinn.
2016 wurde Brugger Deutscher Hallenvizemeister. Bei den Leichtathletik-Hallenweltmeisterschaften 2016 in Portland (Oregon) belegte er im Hallensiebenkampf mit persönlicher Bestleistung von 6126 Punkten den dritten Platz. Im Juni wurde er für die Europameisterschaften in Amsterdam nominiert. Dort belegte er mit 7886 Punkten den 9. Platz.
2017 wurde Brugger mit 5954 Punkten Achter im Siebenkampf der Halleneuropameisterschaften in Belgrad. Anfang Mai steigerte er seine Bestleistung im Zehnkampf bei den Mitteldeutschen Mehrkampf-Meisterschaften in Halle/Saale auf 8031 Punkte. Drei Wochen später gelang ihm beim Mehrkampf-Meeting Götzis eine weitere Steigerung auf 8294 Punkte.
Ehemals beim SF Illerrieden, startet er für den SSV Ulm 1846.

## Erfolge

### Nationale Erfolge
- 2011: Deutscher Hallen-Mehrkampfmeister U20
- 2011: Deutscher Mehrkampfmeister U20
- 2013: Deutscher U23-Juniorenmeister Zehnkampf
- 2013: Deutscher Zehnkampfmeister in der Mannschaft
- 2016: Deutscher Hallenvizemeister
- 2017: Deutscher Hallenmeister

### Internationale Erfolge
- 2011: Europäischer U20-Vizemeister
- 2015: 2. Platz Hallen-Mehrkampf-Meeting in Tallinn
- 2016: 3. Platz Hallenweltmeisterschaften